# 阿韋利諾
阿韋利諾是位於義大利南部坎帕尼亞大區的一個城市。阿韋利諾省的首府所在地。在二戰中曾經遭遇過盟軍的轟炸。

## 歷史
阿韋利諾早於上古時代已經建市，到公元前293年，被羅馬人征服。中世紀時曾被哥特人和汪達爾人入侵，後又被倫巴底人統治。再之後，為貝內文托公國一部分。
在十九世紀意大利統一後，為坎帕尼亞大區一部分。

## 經濟
在城東和城西各自有工業園，其中著名企業有FMA，專門生產汽車引擎和燃料噴射裝置。

## 交通

### 道路
- A16公路

## 外部連結
- 官方網站 （页面存档备份，存于）